# Wskaźnik (socjologia)
Wskaźnik – w socjologii, zdarzenie, którego wystąpienie pozwala wnioskować o występowaniu jakiegoś innego zdarzenia, zazwyczaj niedostępnego bezpośredniej obserwacji.
Zgodnie z definicją Stefana Nowaka, „wskaźnik zdarzenia (własności) Z to takie zdarzenie (własność) W, że stwierdzenie jego (jej) istnienia, pojawienia się lub stopnia intensywności bądź faktycznie jest wykorzystywane jako przesłanka, bądź zasadnie nadaje się na przesłankę wnioskowania, iż w określonych przypadkach z pewnością, z określonym prawdopodobieństwem lub przynajmniej z prawdopodobieństwem wyższym niż przeciętne wystąpiło zdarzenie (własność) Z”.